# Marino de Cesarea
Marino de Cesarea (s. III - Cesarea, 260) fue un soldado romano, que sufrió del martirio en tiempos del emperador Galieno. Es venerado como santo junto a Asterio de Cesarea, un senador romano que lo sepultó y luego pereció en condiciones similares, los días 3 de marzo y 7 de mayo, por las iglesias Católica y Ortodoxa, respectivamente. 

## Hagiografía
Marino nació en Cesarea, en la provincia romana de Palestina en el siglo III
Fue un soldado de la legión romana en Cesarea, que fue ascendido al rango de centurión. Uno de sus rivales objetó la decisión de los altos mandos romanos, porque Marino era cristiano, y las leyes romanas obligaban a los centuriones a ofrecer sacrificios al emperador Al ser interrogado por el gobernador Aqueo, Marino confesó su fe cristiana y ante su negativa de adorar a las divinidades paganas, fue decapitado, en el 260.
Los restos de Marino fueron enterrando por un senador romano, Asterio de Cesarea, que también sufrió del martirio por sepultar restos de un enemigo del estado.

## Onomástico y Culto público
Se le venera junto a Asterio, en dos fechas distintas. La primera, el 3 de marzo, por parte de la Iglesia Católica, y el 7 de mayo, por parte de la Iglesia Ortodoxa. Se le representa igualmente junto a Asterio, ambos usando túnica.